# Lernanthropus pomatomi
Lernanthropus pomatomi is een eenoogkreeftjessoort uit de familie van de Lernanthropidae. De wetenschappelijke naam van de soort is voor het eerst geldig gepubliceerd in 1887 door Rathbun.